# Jieguan (sockenhuvudort i Kina, Hubei Sheng, lat 31,43, long 113,75)
Jieguan är en sockenhuvudort i Kina. Den ligger i provinsen Hubei, i den centrala delen av landet, omkring 110 kilometer nordväst om provinshuvudstaden Wuhan. Antalet invånare är 22 057. Befolkningen består av 10 633 kvinnor och 11 424 män. Barn under 15 år utgör 12,0 %, vuxna 15-64 år 75 %, och äldre över 65 år 12,0 %.
Runt Jieguan är det tätbefolkat, med 459 invånare per kvadratkilometer. Närmaste större samhälle är Changling, 18,8 km nordväst om Jieguan. Trakten runt Jieguan består till största delen av jordbruksmark.
Genomsnittlig årsnederbörd är 1 301 millimeter. Den regnigaste månaden är juli, med i genomsnitt 192 mm nederbörd, och den torraste är december, med 15 mm nederbörd.